# Escyna
Escyna – mieszanina saponin z nasion kasztanowca zwyczajnego (Aesculus hippocastanum L.). Lek działający przeciwzapalnie, łagodzi ból, zmniejsza obrzęki. Poprawia przepływ krwi, zmniejsza kruchość, przywraca elastyczność oraz właściwe napięcie naczyń krwionośnych. Zwiększa dotlenienie tkanek, przyspiesza rozpuszczanie zakrzepów krwi w podskórnych warstwach tkanek.

## Wskazania
- obrzęki pourazowe i pooperacyjne
- objawy przewlekłej niewydolności żylnej kończyn dolnych
- zakrzepowe zapalenie żył
- skurcze mięśni łydek
- żylaki (w tym hemoroidy)
- skręcenia stawów
- zwichnięcia
- zespoły bólowe pleców

## Przeciwwskazania
- nadwrażliwość na lek
- przewlekłe schorzenia nerek

## Działania niepożądane
- nudności
- uczucie "gorąca"
- przyspieszenie akcji serca
- skórne reakcje alergiczne
- przedawkowanie może spowodować zaburzenia czynności nerek[2]

## Preparaty proste
- Aescin – tabletki powlekane 0,02 g
- Aescuven forte – tabletki 0,15 g
- Esceven – tabletki powlekane 0,021 g
- Reparil-Dragees – drażetki 0,02 g
- Sapoven – maść
- Venastat -  kapsułki o przedłużonym uwalnianiu 0,05 g
- Venitan – żel
- Venitan – krem
- Venotonin – kapsułki

## Dawkowanie
Zwykle osoby dorosłe 40 mg 3 razy na dobę, doustnie 2 godziny przed posiłkiem albo 3 godziny po posiłku. Przy stosowaniu miejscowym 3 razy na dobę.